# Ovid Technologies
Ovid Technologies, Inc. (abbreviata Ovid), è un'azienda del gruppo Wolters Kluwer, che fornisce accesso a database bibliografici online, riviste accademiche e altri prodotti, principalmente nell'area delle scienze della salute. L'integrazione del database MEDLINE all'interno di PubMed, che aveva reso liberamente disponibile il più importante prodotto della National Library of Medicine, obbligò Ovid a diversificare la propria offerta editoriale.
La sede globale si trova a New York.

## Storia
Ovid fu fondato nel 1984 da Mark Nelson, che aveva sviluppato un'interfaccia per MEDLINE, il più grande e più antico database medico del mondo, prodotto dalla National Library of Medicine degli Stati Uniti.
La società a quel tempo era conosciuta come Online Research Systems, un nome che Nelson scelse per tenere nascosto il fatto che fosse l'unico impiegato dell'azienda, che gestiva da un appartamento nel quartiere spagnolo di Harlem. L'interfaccia era stata progettata per accedere i mainframe dei fornitori delle basi di dati (attraverso una connessione telefonica), come la banca dati testuale BRS/Search, che utilizzavano motori di ricerca interni ottimizzati per Medline. Temendo la potenziale concorrenza, i fornitori decisero di bloccare l'accesso all'interfaccia e Nelson scrisse il codice di Medline, uno dei primi motori di ricerca su PC.
Non avendo trovato nessun finanziatore disposto a supportarlo, Nelson iniziò a costruire computer nel suo appartamento, vendendoli insieme al software. Al lancio della prima versione nel 1988, la società cambiò nome in CD Plus. Il prodotto ottenne un rapido successo, sostenuto dalle innovazioni nella tecnologia dei motori di ricerca. Nelson aveva ideato algoritmi che rendevano trasparente agli utenti gran parte della complessità del lessico di Medline, consentendo loro di affinare la ricerca fino a conseguire un alto livello di precisione e senza la necessità di padroneggiare la tassonomia di Medline.
Nel 1992, fu rilasciata la prima interfaccia per MEDLINE basata su Microsoft Windows, che Nelson, laureato in letteratura inglese con specializzazione in lingue classiche, chiamò Ovid in omaggio alle Metamorfosi di Ovidio.

Diversi anni dopo, Nelson ha avviato il progetto Alpheios, un software non commerciale per facilitare la lettura del latino e del greco antico.
BRS Online rimase per anni il più forte competitor di Ovid, finché la CD-Plus riuscì a sottrargli una significativa quota di mercato e ad acquisirne il controllo, nel 1994. Poco tempo dopo, CD-Plus divenne una public company quotata al NASDAQ al prezzo di 6 dollari per azione.
Nel '95, l'azienda cambiò di nuovo nome in Ovid Technologies. Nel '98, Nelson, che deteneva ancora la maggioranza del capitale della compagnia, temendo le sorti della bolla speculativa che andava espandendosi da alcuni anni, ingaggiò Goldman Sachs come advisor per vendere dell'azienda. Nell'ottobre 1998, Cd Plus fu ceduta a Wolters Kluwer al prezzo di 24,59 dollari per azione.
Nel 2001, Kluwer acquisì la società rivale SilverPlatter e completò la fusione con Ovid nei primi mesi dell'anno successivo. Nel 2007, fu lanciata la nuova interfaccia OvidSP, che sostituì Ovid Gateway e SilverPlatter, dismesse rispettivamente nel febbraio 2008 e nel gennaio 2009.